# AC Amiens
Athlétic Club Amiens là một câu lạc bộ bóng đá Pháp thành lập năm 1977. Họ có trụ sở tại Amiens, Picardie, nằm ở phía bắc nước Pháp, 120 km (75 mi) phía bắc Paris. Họ chơi ở sân vận động Stade Jean Bouin, nơi có 1.200 người.

## Đội hình hiện tại
Tính đến 12 tháng 1 năm 2020
Ghi chú: Quốc kỳ chỉ đội tuyển quốc gia được xác định rõ trong điều lệ tư cách FIFA. Các cầu thủ có thể giữ hơn một quốc tịch ngoài FIFA.
| Số | VT | Quốc gia           | Cầu thủ               |
| -- | -- | ------------------ | --------------------- |
| —  | TM | Pháp               | Gauthier Banaziak     |
| —  | TM | Pháp               | Théo Thoris           |
| —  | TM | Pháp               | Jules Dechert         |
| —  | HV | Pháp               | Lilian Ngoma          |
| —  | HV | Pháp               | Arnaud Binet          |
| —  | HV | Pháp               | Kévin Martinez        |
| —  | HV | Pháp               | Aymen Ramla           |
| —  | HV | Pháp               | Mirisoidi Siradjidini |
| —  | HV | Pháp               | Papa Villier          |
| —  | TV | Pháp               | Richie Dilemfu        |
| —  | TV | Guyane thuộc Pháp  | Joffrey Torvic        |
| —  | TV | Nouvelle-Calédonie | Abiezer Jeno          |
| —  | TV | Pháp               | Mounir Boutarfa       |

| Số | VT | Quốc gia | Cầu thủ                       |
| -- | -- | -------- | ----------------------------- |
| —  | TV | Pháp     | Laurent Héloïse               |
| —  | TV | Pháp     | Romane Hamdane                |
| —  | TV | Pháp     | Landry Matondo                |
| —  | TV | Pháp     | Charly Rosso                  |
| —  | TĐ | Pháp     | Mohamed Ramla                 |
| —  | TĐ | Pháp     | Nadir Ettaibi                 |
| —  | TĐ | Pháp     | Mickaël Despois de Folleville |
| —  | TĐ | Pháp     | Romain Kwinta                 |
| —  | TĐ | Pháp     | Thomas Motuta                 |
| —  | TĐ | Pháp     | Nassim Boukhelifa             |
| —  | TĐ | Pháp     | Nordine Khelif                |
| —  | TĐ | Pháp     | Victor Samb                   |
| —  | TĐ | Pháp     | Pierre Slidja                 |